# Nancy Drew: Message in a Haunted Mansion
Message in a Haunted Mansion es la tercera entrega de la serie de juegos de aventuras point-and-click de Nancy Drew de Her Interactive. El juego está disponible para jugar en plataformas Microsoft Windows y Game Boy Advance. Los jugadores asumen la perspectiva en primera persona de la detective amateur ficticia Nancy Drew y deben resolver el misterio interrogando a los sospechosos, resolviendo acertijos y descubriendo pistas. Hay dos niveles de juego: modo detective junior y modo detective senior. Cada modo ofrece un nivel diferente de dificultad de rompecabezas y pistas, pero ninguno de estos cambios afecta la trama del juego. El juego está basado vagamente en el libro El mensaje en la mansión encantada (1995).
Message in a Haunted Mansion fue un éxito comercial, con ventas de 300.000 unidades e ingresos de 5,5 millones de dólares sólo en Estados Unidos en agosto de 2006. En ese momento, Edge lo nombró el 64.º juego de computadora más vendido del país en el siglo XXI.

## Trama
Nancy Drew está ayudando a Rose Green, una amiga de la ama de llaves de Nancy, Hannah Gruen, con algunos trabajos de renovación en una antigua mansión victoriana en San Francisco que está convirtiendo en un alojamiento y desayuno. Pero hay otros huéspedes no invitados, visitantes del pasado, espíritus que quieren el lugar solo para ellos. Extraños accidentes están retrasando la renovación, y Nancy está tratando de descubrir quién o qué está intentando asustar a todos. Nancy sospecha que hay otra fuerza en acción: la codicia.
Nancy se siente amenazada y casi es asustada y abandona la mansión, pero eso no la detiene. Finalmente descubre que hay un tesoro escondido en la mansión. Después de resolver acertijos y encontrar pistas que la ayuden a encontrar el tesoro, el culpable la sorprende. Resulta que Louis es el culpable y comienza a embolsarse el tesoro. Nancy sube las escaleras con mucho cuidado y deja caer la lámpara justo sobre Louis. Louis es arrestado por sus crímenes y Rose comienza a recibir numerosas reservas para su alojamiento y desayuno.

## Personajes

### Personajes
- Nancy Drew - Nancy es una detective aficionada de 18 años de la ciudad ficticia de River Heights en Estados Unidos. Ella es el único personaje jugable en el juego, lo que significa que el jugador debe resolver el misterio desde su perspectiva.
- Rose Green - Rose es una amiga de Hannah Gruen que invitó a Nancy a San Francisco para ayudarla con algunos trabajos de renovación en su mansión victoriana. Ella planea abrir un bed and breakfast con su amiga Abby. Sin embargo, varios accidentes le han hecho preocuparse por poder abrir a tiempo. Ha invertido todos los ahorros de su vida en la mansión.
- Abby Sideris - Abby es una amiga cercana de Rose y copropietaria de la mansión. Cuando la oferta de Rose por la mansión fue demasiado baja, Abby aportó sus ahorros para ayudarla a comprarla. Abby tiene una fascinación por lo sobrenatural. Ella cree que la mansión está realmente embrujada y que los accidentes son causados por espíritus inquietos. Ella cree que publicitar la mansión como embrujada y celebrar sesiones espiritistas tradicionales para los huéspedes que se alojan en ella generará mucho negocio.
- Charlie Murphy - Charlie es un joven que está ayudando a Rose con las renovaciones en la mansión. Recientemente se mudó a San Francisco desde Iowa y estudia historia en la universidad comunitaria local. Charlie no tiene experiencia como manitas y se siente muy incómodo cuando se mencionan los accidentes en la conversación. Parece amigable y sinceramente agradable.
- Louis Chandler - Louis es un afable comerciante de antigüedades de mediana edad, propietario de Chandler Interiors y especializado en antigüedades del período victoriano. Rose permite que Louis use la biblioteca para investigaciones a cambio de sus servicios como consultor en la elección de una decoración auténtica para la mansión. Él dice no saber nada sobre la mansión.

### Elenco
- Nancy Drew - Lani Minella
- Rosa verde - Janis Page
- Abby Sideris - Valerie Mosley
- Charlie Murphy - Scott Carty
- Luis Chandler - Brian Hargus
- Hannah Gruen - Maia McCarthy
- Emily Foxworth - Shannon Kipp
- Bess Marvin - Katie Denny
- George Fayne - Lindsey Newman[6]

## Recepción

### Ventas
Según PC Data, Message in a Haunted Mansion vendió 97.257 unidades en Norteamérica durante 2001, y otras 20.717 unidades en los primeros tres meses de 2002. Sus ventas en la región durante el año 2003 totalizaron 44.826 unidades. La serie en su conjunto vendió 1,5 millones de unidades en 2004. En agosto de 2006, la versión para PC de Message in a Haunted Mansion había vendido 300.000 copias y recaudado 5,5 millones de dólares sólo en Estados Unidos. Esto llevó a Edge a clasificarlo como el 64º juego de computadora más vendido del siglo XXI en el país en agosto de 2006. Durante el mismo período, los juegos de computadora de Nancy Drew en su conjunto totalizaron ventas de 2,1 millones de unidades en los Estados Unidos. Al comentar este éxito, Edge declaró que Nancy Drew era una «franquicia poderosa».

### Reseñas
La versión para PC recibió críticas «favorables», mientras que la versión para Game Boy Advance recibió críticas «mixtas», según el sitio web agregador de reseñas GameRankings. En The New York Times, el escritor Charles Herold elogió la versión para PC y señaló que «el diseño de los rompecabezas es tan bueno o mejor que el de la mayoría de los juegos de aventuras para adultos».
Message in a Haunted Mansion recibió el premio Parents' Choice Award «Gold» en el otoño de 2000. También fue finalista del premio «Mejor juego de aventuras para PC» de The Electric Playground en 2001, pero perdió este premio ante Myst III: Exile.